# Xiangshan (Guilin)
Xiangshan (chinesisch 象山区, Pinyin Xiàngshān Qū; Zhuang Siengsanh Gih) ist ein chinesischer Stadtbezirk in dem Autonomen Gebiet Guangxi der Zhuang. Er gehört zum Verwaltungsgebiet der bezirksfreien Stadt Guilin. Xiangshan hat eine Fläche von 89,03 km² und zählt 296.100 Einwohner (Stand: 2018).

## Administrative Gliederung
Auf Gemeindeebene setzt sich der Stadtbezirk aus drei Straßenvierteln und einer Gemeinde zusammen. Diese sind:
- Straßenviertel Nanmen 南门街道
- Straßenviertel Xiangshan 象山街道
- Straßenviertel Pingshan 平山街道
- Gemeinde Ertang 二塘乡